# 葛公镇
葛公镇，是中华人民共和国安徽省池州市东至县下辖的一个乡镇级行政单位。

## 行政区划
葛公镇下辖以下地区：
葛公村、天井村、大源村、梅术村、悦民村、徽道村、桥联村、留铺村、大华村、联塘村、兰潭村、洪方村、同春村、永正村、仙寓山村和红旗岭村。